# Komeet Lulin
Komeet Lulin of C/2007 N3 (Lulin)
is een komeet, die zich op 24 februari 2009 het dichtst bij de aarde bevond. De afstand tot de aarde was op dat moment 62 miljoen kilometer. De komeet was te zien in de buurt van de planeet Saturnus en de ster Regulus, die deel uitmaakt van het sterrenbeeld Leeuw. De magnitude lag maximaal tussen +4 en +6. Het licht dat de komeet uitstraalde had een groenachtige kleur. 
De Chinese student Quanzhi Ye ontdekte de komeet op 11 juli 2007 tijdens zijn werk in de Lulin-sterrenwacht in Taiwan.